# Vito de Kotor
 (février 2021).
La mise en forme du texte ne suit pas les recommandations de Wikipédia : il faut le « wikifier ».
Les points d'amélioration suivants sont les cas les plus fréquents. Le détail des points à revoir est peut-être précisé sur la page de discussion.
- Les titres sont pré-formatés par le logiciel. Ils ne sont ni en capitales, ni en gras.
- Le texte ne doit pas être écrit en capitales (les noms de famille non plus), ni en gras, ni en italique, ni en « petit »…
- Le gras n'est utilisé que pour surligner le titre de l'article dans l'introduction, une seule fois.
- L'italique est rarement utilisé : mots en langue étrangère, titres d'œuvres, noms de bateaux, etc.
- Les citations ne sont pas en italique mais en corps de texte normal. Elles sont entourées par des guillemets français : « et ».
- Les listes à puces sont à éviter, des paragraphes rédigés étant largement préférés. Les tableaux sont à réserver à la présentation de données structurées (résultats, etc.).
- Les appels de note de bas de page (petits chiffres en exposant, introduits par l'outil «  Source ») sont à placer entre la fin de phrase et le point final[comme ça].
- Les liens internes (vers d'autres articles de Wikipédia) sont à choisir avec parcimonie. Créez des liens vers des articles approfondissant le sujet. Les termes génériques sans rapport avec le sujet sont à éviter, ainsi que les répétitions de liens vers un même terme.
- Les liens externes sont à placer uniquement dans une section « Liens externes », à la fin de l'article. Ces liens sont à choisir avec parcimonie suivant les règles définies. Si un lien sert de source à l'article, son insertion dans le texte est à faire par les notes de bas de page.
- La présentation des références doit suivre les conventions bibliographiques. Il est recommandé d'utiliser les modèles {{Ouvrage}}, {{Chapitre}}, {{Article}}, {{Lien web}} et/ou {{Bibliographie}}. Le mode d'édition visuel peut mettre en forme automatiquement les références.
- Insérer une infobox (cadre d'informations à droite) n'est pas obligatoire pour parachever la mise en page.

Pour une aide détaillée, merci de consulter Aide:Wikification.
Si vous pensez que ces points ont été résolus, vous pouvez retirer ce bandeau et améliorer la mise en forme d'un autre article.
Vito de Kotor (en serbe en écriture cyrillique : Фра Вита Трифунов Чучо(ло), également connu en serbe sous le nom Vito Trifunov ou Fra (en référence avec franciscain ; son vrai nom Trifun Čučolo, né à Kotor, république de Venise, aujourd'hui Monténégro, en 1275 et mort en 1335) était un maître d'œuvre Serbe et architecte du célèbre monastère de Visoki Dečani au Kosovo.

## Biographie
Il est né à Kotor dans une famille catholique serbe à l'époque où la région était occupé par la république de Venise Il étudie la construction à Kotor où il rejoint le monastère franciscain et devient moine et maître-constructeur avec son propre atelier.  Ses compétences organisationnelles et sa capacité à rassembler les meilleurs artisans des régions environnantes, y compris Dubrovnik  , lui ont valu une réputation.  Il a été personnellement chargé par les rois serbes Stefan Uroš II Milutin et Stefan Uroš III Dečanski de construire Visoki Dečani ( Dečani). Son contemporain était Radovan, également maître d'œuvre d'origine croate.
Dans les archives de Kotor, le nom de Vita est mentionné plus de 40 fois et 20 fois avec son nom de famille. Il est mentionné comme l'exécuteur testamentaire d'Obrad Desislavin Gamba, le constructeur de l'autel d'argent sur le tombeau de Saint-Nicolas à Bari, un cadeau du roi Milutin.
Vito Trifunov Čučo est mentionné jusqu'en 1337, et les archives des années ultérieures sont perdues.

## Visoki Dečani
Établi au XIVe siècle, la construction initiale du Monastère de Visoki Dečani a eu lieu entre 1327 et 1335 sous le règne de Stefan Uroš III Dečanski . Le monastère est situé dans la vallée de la rivière Bistrica  , entouré par les montagnes et les forêts de la chaîne de montagnes Prokletije dans le territoire contesté du Kosovo . L'analyse d'aujourd'hui de la sculpture et de l'architecture du Monastère de Visoki Dečani offre de nombreux indices sur la paternité de sculptures de saints  et d'un Mausolée à Banjska (Zvečan) ( Monastère de Banjska )et d'une série d'églises à Kotor (y compris une basilique) du XIVe siècle qui est attribuable à Fra Vito de Kotor qui a construit un Mausolée similaire à Dećani. 
Vito Trifunov (également appelé populairement Vito de Kotor ou Vito de Kotor) est crédité pour la construction de l'église du monastère à Dečani qui a commencé au début de 1327 .  L'église était dédiée au Christ pantocrator. Le roi Stefan Uroš III Dečanski a commandé la construction à un groupe de maîtres-bâtisseurs dirigé par le maître Vitus de Kotor et sous la supervision de l'archevêque, plus tard Saint Danilo II . En 1330, Stefan Dečanski a accordé une charte pour le monastère avec une dotation pour soutenir le monastère à perpétuité. Les restes de Stefan sont conservés dans l'église de Dečani dans un cercueil à la tête de l'autel.

## Notre-Dame de Ljeviš
Vitus de Kotor est également de Богородица Љевишка ou Bogorodica Ljeviška ( Église de la Vierge de Leviša )(en anglais "Notre-Dame de Ljeviš) une église orthodoxe serbe du début du XIVe siècle à Prizren, au Kosovo. Stefan Uroš II Milutin  , roi de Serbie, a commandé sa reconstruction et son expansion en 1306 sur le site d'une basilique byzantine du XIe siècle.  L'église byzantine avait trois nefs auxquelles Milutin en a ajouté deux de plus. L'architecture de l'église reconstruite a utilisé l'architecture byzantine tardive grâce à l'utilisation de cinq dômes, inscriptions monumentales dans son extérieur, intérieur narthex. et le beffroi byzantin. Milutin a choisi Vitus de Kotor comme maître-constructeur du complexe et lui a dit d'utiliser des éléments byzantins. Un autre aspect des fresques de Bogorodica est leur représentation des conciles orthodoxes comme symbole faisant référence aux défis auxquels l'Église orthodoxe était confrontée contre l'Église catholique romaine, une situation courante dans les régions frontalières entre le catholicisme et l'orthodoxie dans les Balkans . 
Bogorodica Ljeviška était le nom officiel à l'époque de Milutin, bien que l'église soit populairement connue sous le nom d'église de Saint Petka .  Après la conquête turque, elle a été transformée en mosquée et le nom a été changé en Fatih Cami ou la mosquée de Mehmed II.  Il est maintenant sous la protection de l'UNESCO.